# Сага о Веноме
«Сага о Веноме» (англ. The Venom Saga) — сюжетная арка из мультсериала «Человек-паук» 1994 года, посвящённая Веному. Первые три эпизода имеют заглавие «Чужой костюм» из первого сезона. Последние два — это эпизоды под названиями «Возвращение Венома» и «Карнаж», которые были в третьем сезоне. В сериях появляются персонажи Marvel Comics — Веном и Карнаж. Арка была выпущена на DVD под названием Spider-Man: The Venom Saga.

## «Чужой костюм»

### Производство
У создателей было много трудностей с появлением Венома на телевидении, потому что у всех были разные идеи для его истории. Лен Вайн написал первый драфт, который был отклонён. Позже творческая группа придумала поэтапный сюжет. В мультсериале использовался другой подход о попадании симбионта на Землю, нежели чем в комиксах. В этой арке костюм прибывает на космическом шаттле, а в комиксах Человек-паук сначала носил симбионта во время сюжетной линии Secret Wars на чужой планете, лишь затем вернувшись на Землю.
Джон Семпер взял идею про то, как Эдди Брок преследует Человека-паука в поезде в третьей части, из фильма «Незнакомцы в поезде» Альфреда Хичкока, в котором также поступал герой Роберта Уокера. Прометий — это реальный химический элемент.
Это единственная арка, состоящая из трёх частей, в первом сезоне мультсериала. Веном был одним из самых популярных злодеев Человека-паука на момент выхода тех эпизодов. Первоначально арка должна была быть эпизод из двух частей, но фанаты хотели видеть больше чёрного костюма, поэтому была добавлена вторая часть.

### Часть первая
Астронавт Джон Джеймсон и его напарник Пол Стивенс обнаружили в космосе камень «Прометей X», который считается более мощным, чем плутоний. Когда они возвращаются, на них внезапно нападает чёрная слизь, находившаяся на камне. Космический шаттл падает на Манхэттенском мосту, недалеко от реки Гудзон, куда Кингпин отправляет Носорога, чтобы тот украл Прометей X. Человек-паук прибывает на место происшествия, и ему удаётся спасти Джеймсона с напарником. Эдди Брок фотографирует его на мосту, а также запечатлеет Носорога. Когда на место происшествия прибывает Джей Джей, Эдди хочет подставить Человека-паука, обвинив того в краже чего-то из «Челнока». Объявляется награда за поимку Паука в размере 1 миллиона долларов. Эдди намеренно не упоминает о том, что видел Носорога на мосту. Тем временем Питер дома выбрасывает свой костюм в мусорный бак, так как теперь он ему ни к чему. Однако, когда он вернулся с места крушения, на его костюме была какая-то грязь. Питер лёг спать, а слизь налезла на него, вызывая у Паркера ночные кошмары. Когда он проснулся, то обнаружил, что висит у здания в костюме, который никогда раньше не видел. Этот костюм усиливает способности Человека-паука. Тем временем Кингпину нужно получить специальные контрольные стрежни, чтобы проверить силу Прометея X. Он посылает за ними Носорога. Человеку-пауку удаётся остановить его, но он теряет контроль и пытается убить Носорога. Он начинает задумываться о том, что происходит с ним, Человек-паук ползает в одном из здании осматривается у окна в его отражении появляется лицо Венома.

### Часть вторая
На Человека-паука ведётся охота из-за награды Джоны Джеймсона. Ему удаётся отбиваться от преследователей, но те используют звуковой бластер, который ослабляет его. Несмотря на это, Паук всё же сбегает и отправляется к Эдди Броку и Джоне Джеймсону, требуя отменить заявление последнего, а также упоминает Носорога и говорит о подставе Брока. После того, как Джона навещает сына в больнице, он узнаёт от него, что Брок лгал, и увольняет его. Также Джона отменяет вознаграждение за Человека-паука.
Заметив ещё одно тревожное изменение в своём поведении, Человек-паук обращается за помощью к доктору Курту Коннорсу, который изучает костюм и понимает, что это живое существо под названием симбионт. Затем Человек-паук сталкивается с Шокером у квартиры Брока. Злодея послал Кингпин, чтобы уничтожить доказательства репортёра о Носороге на месте крушения. После сражения Шокер убегает, но Человек-паук следует за ним. Он приходит за ним к Алистеру Смайту, у которого Прометей X, и забирает камень. Кингпин и Шокер составляют план похищения Джона Джеймсона, чтобы вернуть Прометей X. Используя Джона в качестве приманки, им удаётся заманить Человека-паука в старую церковь. Там Шокер нападает на Человека-паука, но терпит поражение. Эдди Брок пытается вмешаться, но Паук связывает его паутиной. Человек-паук собирается сбросить Шокера с вершины церкви, но тот просит о пощаде. Совесть Человека-паука не позволяет ему убить злодея, однако вырывается симбионт и толкает Шокера. Паук успевает его поймать в паутину. Вспомнив, что симбионт был очень ослаблен, когда в Паука стреляли звуковым бластером, Питер понимает, что пришелец чувствителен к громким звукам. Затем Человек-Паук использует церковный колокол, и шум наносит симбионту боль. Он отрывается от Питера и ускользает. Паркер уходит, испытывая облегчение. Вернувшись в штаб-квартиру Кингпина, Смайт обнаруживает, что Прометей X имеет чрезвычайно короткий период полураспада, и в эти дни он уже распался, превратившись в безобидный кусок свинца. А тем временем выживший симбионт налезает на Эдди Брока, подвешенного на паутине в церкви, и они превращаются в Венома.

### Часть третья
Человек-паук носит свой старый костюм. Он натыкается на Носорога и Шокера. Первого Человек-паук смог легко победить, а второму удалось взять верх. Однако прибыл неизвестный и победил двух злодеев. Это оказался Эдди Брок, который представился как Веном. Человек-паук попытался урезонить Брока, но Веном хватает его и снимает с героя маску, сбрасывая её на людную улицу. Веном позволил Человеку-пауку жить, чтобы преследовать его. Он испортил свидание с Мэри Джейн и угрожал тёте Питера. Человек-паук развесил в квартире Брока несколько страниц из газеты с новостью об увольнении Эдди. Он устроил ловушку злодею на космодроме, где запускалась ракета. Сильный шум во время её запуска ослабил симбионта, и тот отделился от Брока, а Человек-паук привязал пришельца к космическому кораблю. Симбионт улетел в космос, а Эдди Брок был отправлен в психиатрическую лечебницу Рейвенкрофт. В конце эпизода Питер и Мэри Джейн смотрят на ночное небо и задаются вопросом, что ещё может быть там наверху. Грозное лицо Венома мерещится Паркеру на луне.

## «Возвращение Венома» и «Карнаж»

### «Возвращение Венома»
Симбионт возвращается на Землю и отправляется в Рейвенкрофт, чтобы воссоединиться с Эдди Броком, который затем сбегает как Веном. Дормамму, которому симбионт обязан своим возвращением на Землю, приказывает Веному украсть технологию из Stark Enterprises, которая может помочь демону освободиться из его заточения. Когда Веном сражается с Человеком-пауком и Воителем, два героя побеждают его. Барон Мордо и Дормамму наделяют безумного сокамерника Эдди Брока — Клетуса Кэседи потомком первого симбионта. Вместе они становятся Карнажем. Отпрыск помогает Веному в краже технологии, но когда Карнаж пытается уничтожить Человека-паука, отец нападает на него, говоря, что Человек-паук только его.

### «Карнаж»
Когда Веном отказывается продолжать работать на Дормамму, Карнаж высасывает из людей души, необходимые Дормамму для прибытия на Землю. Кэседи похищает доктора Эшли Кафку, в которую влюблён Эдди. Затем Брок неохотно объединяется с Железным человеком и Пауком, чтобы спасти её. Когда Дормамму почти появляется на Земле, герои заталкивают его обратно, отправляя с ним Карнажа, так как они связаны на каком-то необъяснимом уровне энергии. Карнаж, не желая покидать планету в одиночку, пытается утащить с собой Эшли, но Брок жертвует собой ради любимой и спасает её, прыгая вместе с Карнажом в другое измерение.

## Роли озвучивали

### Главные герои
- Кристофер Дэниел Барнс — Питер Паркер (Человек-паук)
- Хэнк Азариа — Эдди Брок (Веном)
- Роско Ли Браун — Уилсон Фиск (Амбал)
- Дон Старк — Рино
- Джим Каммингс — Шокер
- Максвелл Колфилд — Алистер Смайт
- Эд Гилберт — Дормамму

### Второстепенные персонажи
- Эд Аснер — Джей Джона Джеймсон
- Майкл Хортон — Джон Джеймсон
- Линда Гэри — тётя Мэй
- Сара Баллантайн — Мэри Джейн Уотсон
- Джозеф Кампанелла — доктор Курт Коннорс
- Тони Джей — барон Мордо

## Отзывы
Когда эпизоды были выпущены на DVD под названием Spider-Man: The Venom Saga, рецензент из IGN написал, что сага «представляет собой весьма захватывающий экшн в стиле Marvel». Он отметил, что «предыдущие релизы на дисках, посвящённых этому Человеку-пауку, не всегда были хорошими, но этот — хороший пример того, как нужно делать». Критик поставил оценку 7 из 10.
Скотт Вейнберг из DVD Talk написал, что если зрителю понравится «Сага о Веноме», то ему нужно «обязательно следить за другими выпусками» на DVD по этому мультсериалу. Кен с сайта Absolute Anime написал, что это «односторонний DVD с классной обложкой», и «пять серий — это неплохо для ценника в 14,99 долларов».

### Комментарии
1. ↑  В русском закадровом переводе — Потрошителем